# Levanna McLean
Levanna McLean (* zwischen 1996 und 1998), bekannt als Northern Soul Girl, ist eine britische DJ und Tänzerin.

## Leben
McLean wurde ein YouTube-Star, nachdem sie zahlreiche Videos hochgeladen hatte, in denen sie zu Northern-Soul-Musik tanzte. Die Videos wurden von ihrer Mutter Eve Arslett gefilmt und beide waren völlig überwältigt von der Popularität der Videos, von denen einige fast eine Viertelmillion Aufrufe erhielten. 2013 tanzte sie in einem dieser Musikvideos zu Pharrell Williams’ Song Happy und hatte 2014 gemeinsam mit ihm einen Auftritt bei den BRIT Awards, der live aus der O2 Arena in London übertragen wurde. Williams hatte zuvor Tänzer für diesen Auftritt gesucht und McLean persönlich auf Twitter kontaktiert. Seitdem setzt sie sich für die Förderung der britischen Northern-Soul-Szene ein. 2015 stellte McLean die für die Compilation Express Your Soul die Titelauswahl zusammen. Sie ist auf dem Cover und im Innenteil der 2015 veröffentlichten Compilation Move On Up – The Very Best Of Northern Soul zu sehen. Für die 2016 veröffentlichte, zweite Ausgabe Move On Up Volume Two – The Very Best Of Northern Soul steuerte sie einen Text für die CD-Hülle bei und ist auf der selbigen wieder auf dem Cover sowie im Innenteil zu sehen. Am 12. Januar 2024 erschien ihre Compilation Levanna and the Streets of Soul – Wonderful Night.
Levanna McLean lebt in Bristol und hat als DJ europaweit Auftritte, unter anderem seit 2019 regelmäßig beim Musik-Festival Baltic Soul Weekender.

## Diskografie

### Compilations
- Express Your Soul (2015)
- Move On Up Volume Two – The Very Best Of Northern Soul (2016)
- Levanna and the Streets of Soul – Wonderful Night (2024)